# Spiritual Front
Spiritual Front est un groupe italien de musique électronique.

## Histoire

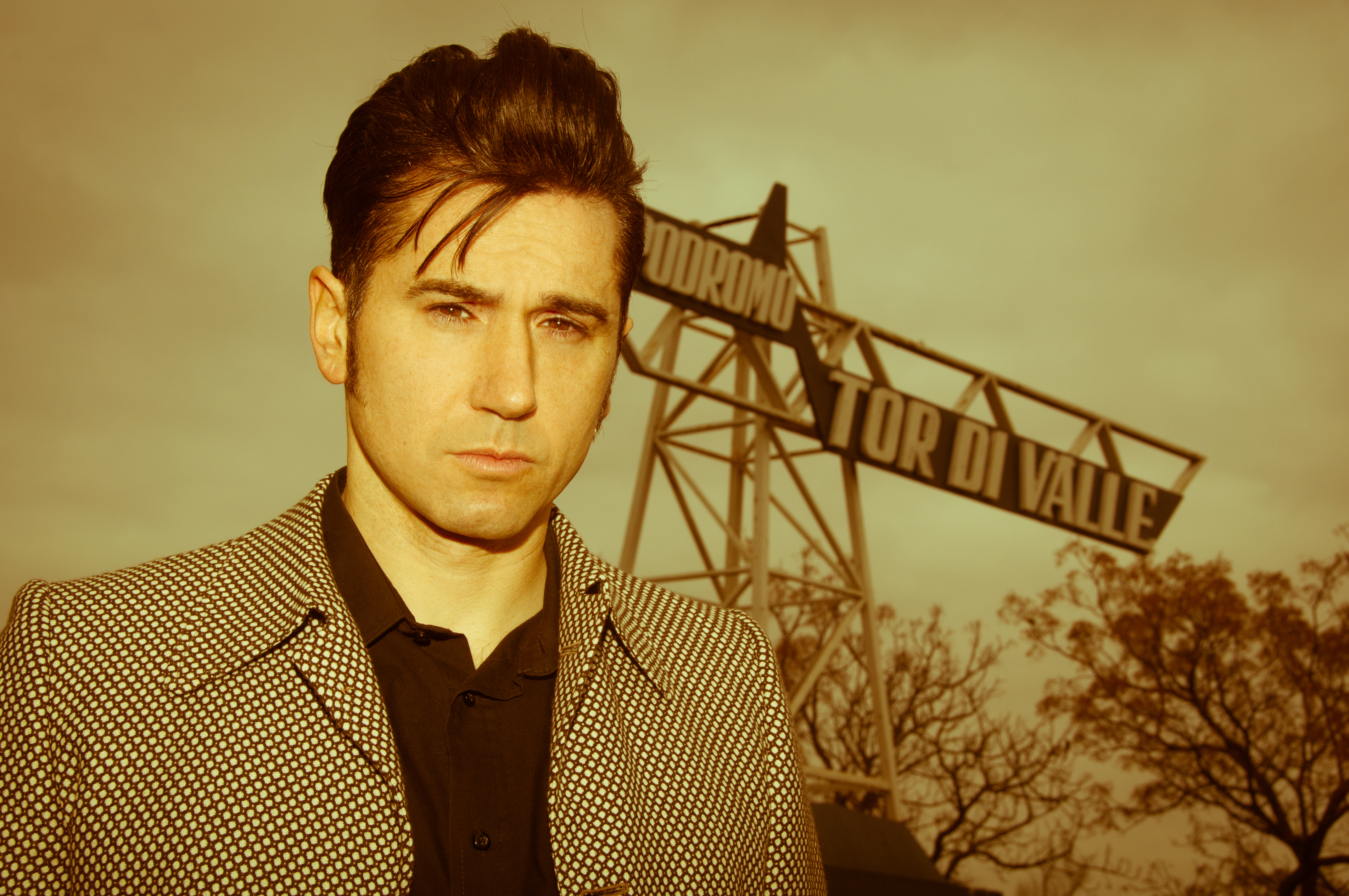
Simone « Hellvis » Salvatori.

Spiritual Front est un projet solo de Simone Salvatori. Parmi leurs premiers albums, Songs for the Will (Old Europa Cafe/Misty Circles, 1999) et Nihilist Cocktails for Calypso Inferno (Oktagön/Misty Circles, 2001), ont été acclamés par la critique et le public dès le début, avec des sons à la limite du folk apocalyptique et de l'inspiration ésotérico-industrielle.
En 2001/2002, les vinyles No Kisses on the Mouth et Nihilist avec l'altiste anglais Matt Howden montrent des sons de plus en plus sombres et intenses, proches d'une certaine écriture obscure similaire au style de Nick Cave, Swans et Scott Walker (noms auxquels Spiritual Front est souvent comparé).
Entre 2003 et 2005, les concerts du groupe (qui est désormais un véritable combo bien établi) sont devenus de plus en plus nombreux et demandés dans toute l'Europe, témoignant de la capacité du groupe à représenter un style unique et bien défini, à cheval entre la pop décadente d'Europe centrale et un son/visuel vintage avec des références continues au cinéma d'auteur italien (ce n'est pas une coïncidence si le groupe participe à la production d'une compilation en hommage à Pier Paolo Pasolini).
En 2005 arrive le split avec les Suédois d'Ordo Rosarius Equilibrio intitulé Satyriasis, un hommage clair à une sexualité obscure et sauvage, un disque qui montre Spiritual Front comme un point de rencontre entre une scène gothique et un rock alternatif. À ce stade, le groupe est capable d'unir le folk, le rock indépendant, le tango et le country rock dans un mélange unique et inimitable, comme le démontre l'album Armageddon Gigolo sorti en 2006, qui les consacre comme l'un des meilleurs groupes de cette année-là sur la scène alternative, et l'un des groupes italiens les plus respectés et les plus connus à l'étranger. Armageddon Gigolo est enregistré avec la collaboration de musiciens de l'orchestre d'Ennio Morricone au Herzog Studio, le même studio choisi par Abel Ferrara pour l'enregistrement de ses bandes originales, des éléments qui témoignent de l'amour du groupe pour le cinéma (les projections de films pendant leurs concerts sont un rituel : Pasolini, Rainer Werner Fassbinder, Martin Scorsese, Sergio Leone...).
Depuis 2006, le groupe donne d'innombrables concerts à travers l'Europe : Allemagne, Pays-Bas, Espagne, Portugal, Royaume-Uni, Danemark, Suède, Lituanie, Pologne, Suisse, Russie, jouant toujours en bonne place ou en tête d'affiche dans de nombreux festivals hétéroclites (du Wave-Gotik-Treffen au Heineken Jammin Festival). Toujours mené par le charismatique leader Simone Salvatori (également actif en tant que DJ dans de nombreux clubs de la capitale et du pays), le groupe participe aux bandes originales de la série Las Vegas et du film Saw 2 (avec la chanson The Gift of Life) et de nombreux courts-métrages, est constamment invité et diffusé par les stations de radio du monde entier, Simone est interviewé par des magazines musicaux et non musicaux nationaux et internationaux (Tattoo Magazine, Cultura Alternativa, etc.).
En 2008, le groupe est invité à jouer dans l'émission télévisée Rockpalast.
Leur dernier album Rotten Roma Casino, une fois de plus accompagné par des musiciens de l'orchestre de Morricone, des invités tels que Tying Tiffany, Sonja Kraushofer (L'Âme Immortelle, Persephone), Tomas Petterson (Ordo Rosarius Equilibrio), Antonia Plastique (Welle: Erdball), avec des illustrations de l'artiste américain Chris Askew, et une mise en page de Paolo Soellner de Klimt 1918, sortira en double format accompagné d'un DVD contenant des clips, des interviews et des paroles (textes de Pasolini, Majakovsky et Pavese lus par l'acteur romain Alessandro Tiberi et l'actrice et performeuse burlesque Emanuela Nitti).
En mai 2013 sort Open Wounds, une compilation de classiques du groupe (également en double CD, édition limitée de luxe), entièrement retravaillés et réarrangés ; à la même période, le claviériste et arrangeur Luca Cirillo commence à collaborer avec Spiritual Front. Toujours en 2013, sort Black Hearts in Black Suits, un album écrit par Simone Salvatori et dont la musique est composée par Stefano Puri. En 2018, ils sortent l'album Amour Braque,.

## Discographie

### Albums studio
- 1999 : Songs for the Will
- 2001 : Nihilist Cocktails for Calypso Inferno
- 2006 : Armageddon Gigolo
- 2010 : Rotten Roma Casino
- 2013 : Open Wounds
- 2013 : Black Hearts in Black Suits (avec Stefano Puri)
- 2018 : Amour Braque

### Singles
- 2002 : Twin a Tin Tin Towers
- 2003 : No Kisses on the Mouth

### EP
- 2003 : Nihilist EP
- 2007 : Slave/Cruisin'/Ragged Bed

### Collaborations
- 2005 : Satyriasis (avec Ordo Rosarius Equilibrio)
- 2005 : Bedtime/Badtime (avec Naevus)
- 2007 : Volontà d'arte de [orde Oblique)
- 2014 : Twin Horses (avec Lydia Lunch et Cypress Grove)[9]
- 2023 : Leaver (avec Corde Oblique)

### Compilations
- 2006 : Angel of Ashes: A Tribute to Scott Walker
- 2009 : Songs for a Child: A Tribute to Pier Paolo Pasolini